# إنيس يا حبيبة روحي (رواية)
إنيس يا حبيبة روحي' (بالإسبانية: Inés del alma mía)‏، (بالإنجليزية: Inés of My Soul)‏ هي رواية ملحمية  عن الحب والحرب للروائية التشيلية إيزابيل الليندي، وهي من نوع الرواية تاريخية.

## نبذة قصيرة
تدور أحداث الرواية حول إنيس فتاة من الطبقة الكادحة في إسبانيا في القرن السادس عشر تذهب إلى العالم الجديد في أمريكا الجنوبية محطمة القيود الاجتماعية والدينية في ذلك الوقت، وتختبر حياة تملؤها المغامرة والإثارة، وتعيش الحب والمجد، وتكون شاهدة على فظائع الغزو الأسباني في حق السكان الأصليين في هذا العالم الجديد.

## روابط خارجية
- إنيس يا حبيبة روحي على موقع الموسوعة البريطانية (الإنجليزية)